# 九帶尖吻慈鯛
九帶尖吻慈鯛為輻鰭魚綱鱸形目隆頭魚亞目慈鯛科的其中一種，分布於非洲馬拉威湖流域，為特有種，體長可達9公分，棲息在有遮蔽的淺水域，以植物及藻類為食，生活習性不明，可作為觀賞魚。

## 擴展閱讀
維基物種上的相關：九帶尖吻慈鯛